# Zhelanne
Zhelanne, ou Jelanne (en ukrainien : Желанне, en russe : Желание, Jelannie) est une commune urbaine de l'est de l'Ukraine, dans l'oblast de Donetsk, dépendante du raïon Pokrovsk, et de la communauté territoriale d'Otcheretyne. Jusqu'en 2024, elle s'est nommée Zhelanne ou Jelanne, et se nomme depuis Blahodatne. Elle était peuplée de 1325 habitants en 2013.

## Géographie
La commune de Jelanne se situe non loin des sources de la rivière Vovtcha et de la localité de Prohres, dans le système hydrologique de la rive gauche du fleuve Dniepr. Elle se trouve à 35,5 km au nord-ouest de la ville de Donetsk.